# ژلازوا ولا
ژلازوا ولا (به لاتین: Żelazowa Wola) یک روستای مسکونی در لهستان است که در گمینا سوخاچو واقع شده‌است. در شرق مرکزی لهستان می‌باشد که در کنار رودخانه اوتراتا در غرب ورشو است.
این روستا به محل تولد موسیقیدان لهستانی- فرانسوی فریدریک شوپن معروف است؛ که مناظری بسیار چشمگیر و در میان تپه‌ها محصور می‌باشد.